# Antiche unità di misura del circondario di Vergato

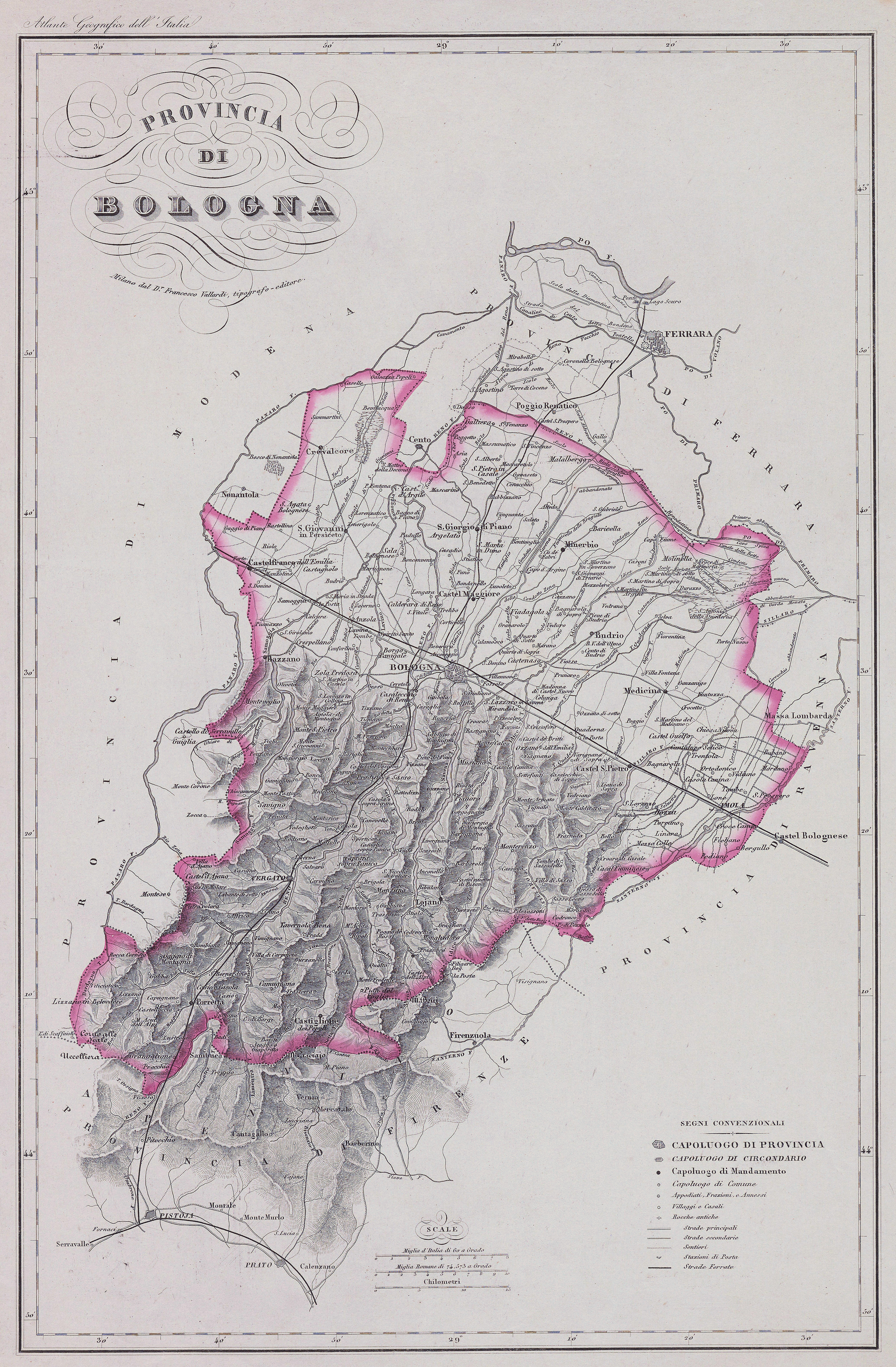
Provincia di Bologna, 1868 circa

Sono qui riportate le conversioni tra le antiche unità di misura in uso nel circondario di Vergato e il sistema metrico decimale, così come stabilite ufficialmente nel 1877.
Nonostante l'apparente precisione nelle tavole, in molti casi è necessario considerare che i campioni utilizzati (anche per le tavole di epoca napoleonica) erano di fattura approssimativa o discordanti tra loro.

## Misure di lunghezza
| Comuni         | Denominazione      | Valore   | Unità |
| -------------- | ------------------ | -------- | ----- |
| Tutti i comuni | Braccio mercantile | 0,640039 | m     |
| Tutti i comuni | Piede agrimensorio | 0,380098 | m     |

Il braccio si divide in 12 once, l'oncia in 12 punti.
Il piede si divide in 12 once, l'oncia in 12 punti.
Dieci piedi fanno una pertica.

## Misure di superficie
| Comuni         | Denominazione | Valore  | Unità |
| -------------- | ------------- | ------- | ----- |
| Tutti i comuni | Tornatura     | 2080,44 | m²    |

La tornatura si divide in 144 pertiche quadrate o tavole.
La tavola si divide in 100 piedi quadrati, il piede quadrato in 144 once quadrate.

## Misure di volume
| Comuni         | Denominazione  | Valore   | Unità |
| -------------- | -------------- | -------- | ----- |
| Tutti i comuni | Passetto       | 6864,325 | L     |
| Tutti i comuni | Carro da legna | 5930,776 | L     |

Il passetto è di 125 piedi cubi.
Il carro da legna è di 108 piedi cubi.

## Misure di capacità per gli aridi
| Comuni         | Denominazione | Valore  | Unità |
| -------------- | ------------- | ------- | ----- |
| Tutti i comuni | Corba         | 78,6448 | L     |

La corba si divide in 2 staia, lo staio in 8 quartiroli, il quartirolo in 8 quarticini.
Due corbe fanno un sacco. Dieci sacchi fanno un carro.

## Misure di capacità per i liquidi
| Comuni         | Denominazione  | Valore   | Unità |
| -------------- | -------------- | -------- | ----- |
| Tutti i comuni | Corba          | 78,5931  | L     |
| Tutti i comuni | Libbra da olio | 0,395330 | L     |

La corba si divide in 4 quartarole, la quartarola in 15 boccali, il boccale in 4 fogliette.
Dieci corbe fanno una castellata.

## Pesi
| Comuni         | Denominazione | Valore  | Unità |
| -------------- | ------------- | ------- | ----- |
| Tutti i comuni | Libbra        | 361,851 | g     |

La libbra si divide in 12 once, l'oncia in 8 ottavi.